# Nautia crassipes
Nautia crassipes är en insektsart som beskrevs av Marius Descamps 1978. Nautia crassipes ingår i släktet Nautia och familjen Romaleidae. Inga underarter finns listade i Catalogue of Life.